# Dobřínsko
Obec Dobřínsko (německy Dobrzinsko) se nachází v okrese Znojmo v Jihomoravském kraji. Žije zde 406 obyvatel.

## Název
Starší německé jméno Dobren(i)tz (doložené ve 13. a 14. století) ukazuje na nějakou nedoloženou českou předlohu. Její možné podoby jsou dvě: buď Dobronín odvozená od osobního jména Dobroně (jméno pak znamenalo "Dobroňův majetek") nebo Dobřani odvozená od starého debř(a)/dobř(a) - "lesní údolí, prohlubeň" (a jméno pak označovalo lidi bydlící v dolině). Německé Dobrenz bylo zpětně přejato do češtiny jako Dobrenec, k němuž byl utvořen nový tvar Dobrencko, upravený v 16. století na Dobřínsko.

## Historie
První písemná zmínka o obci pochází z roku 1131.

## Pamětihodnosti
- Kostel svatého Prokopa
- Boží muka

## Další fotografie

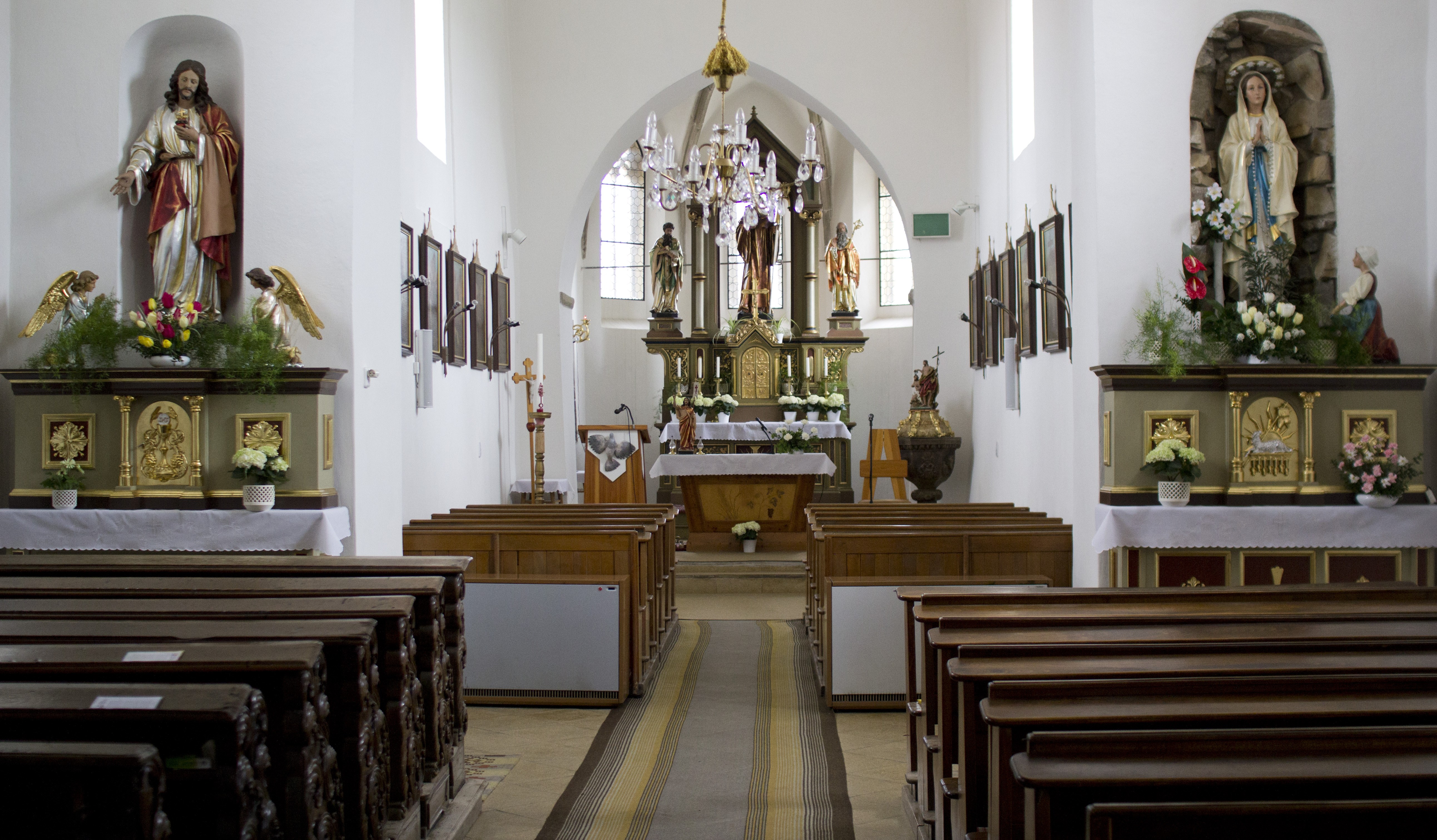
Interiér kostela sv. Prokopa
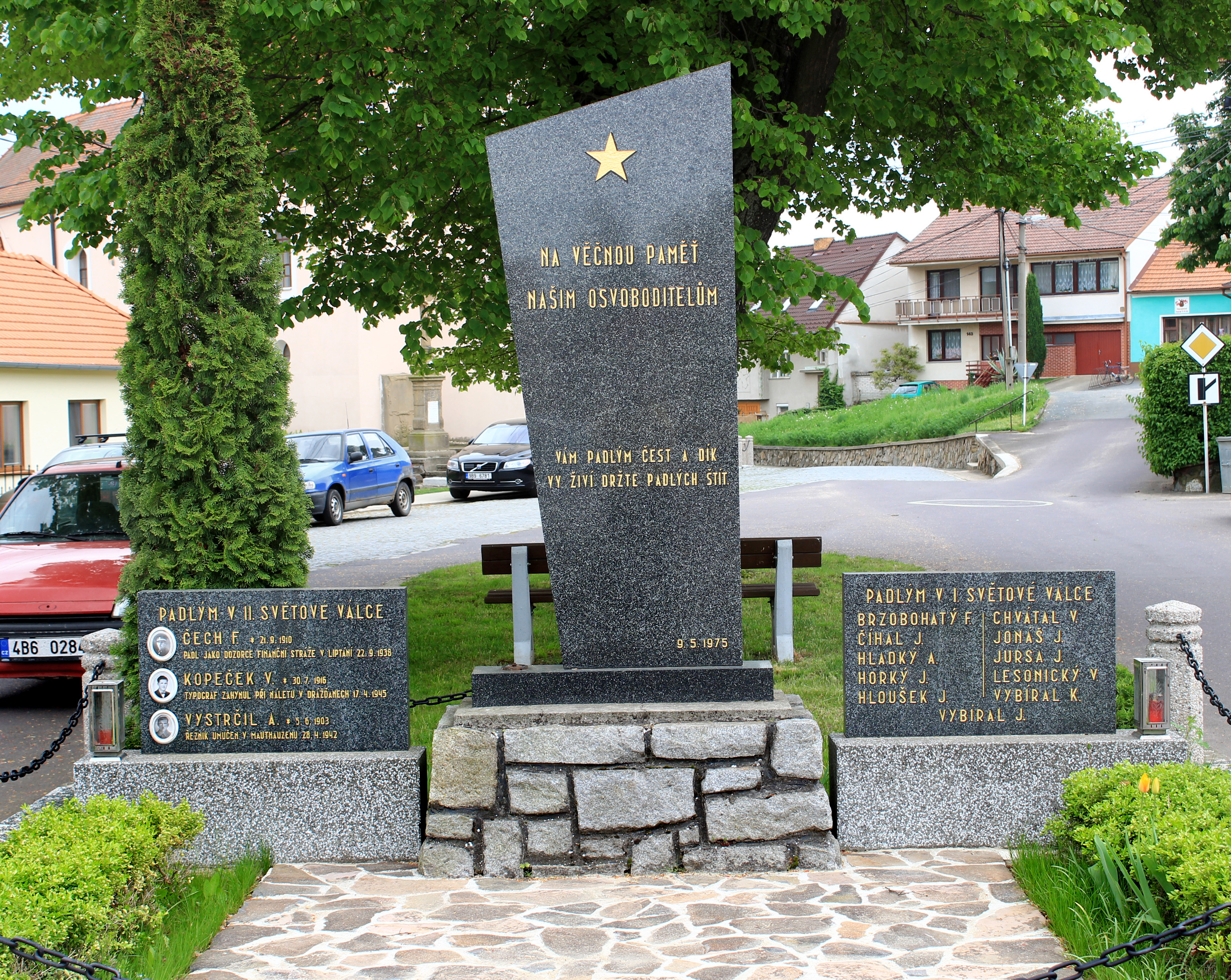
Pomník obětem obou světových válek
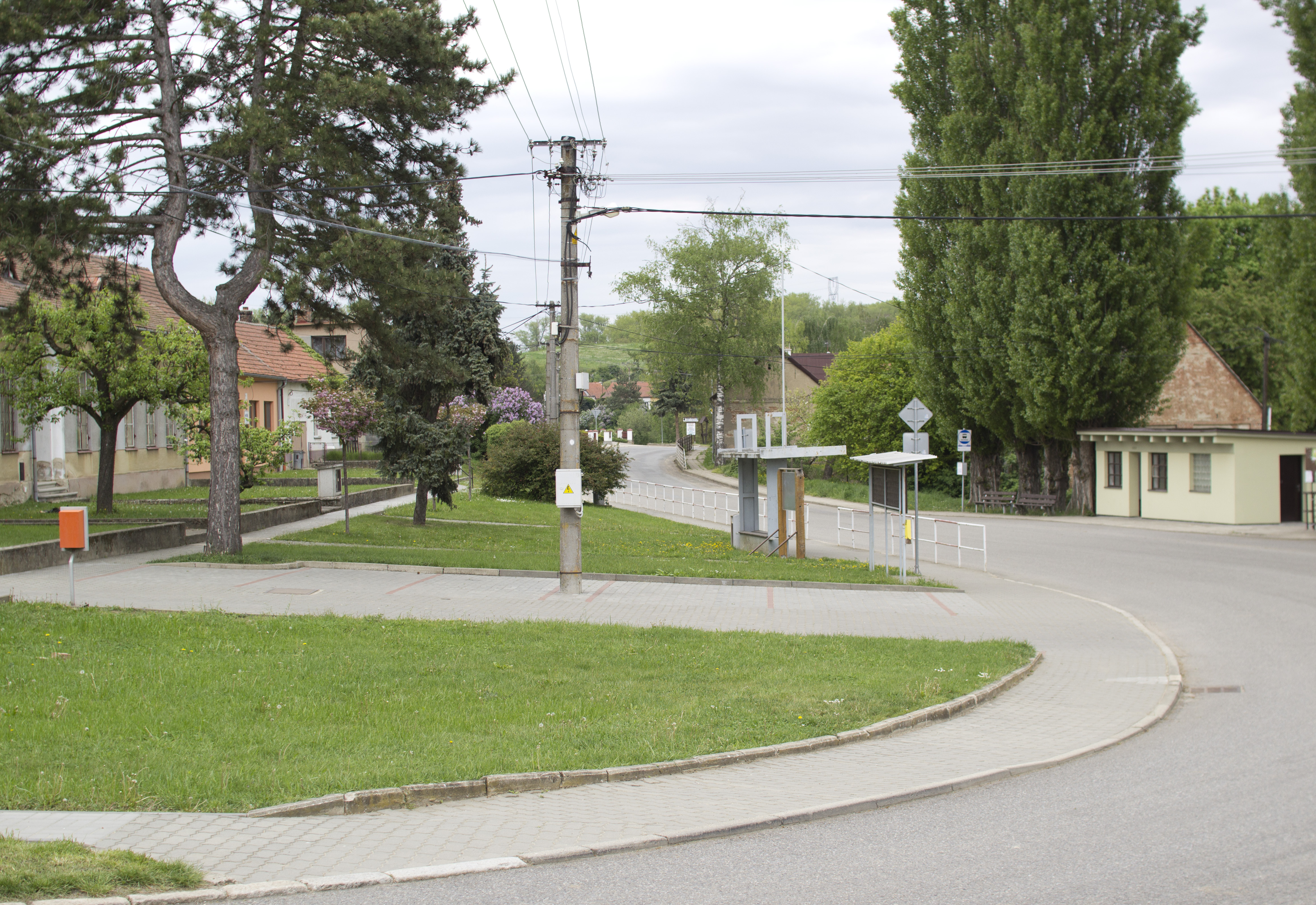
Náves od jihu
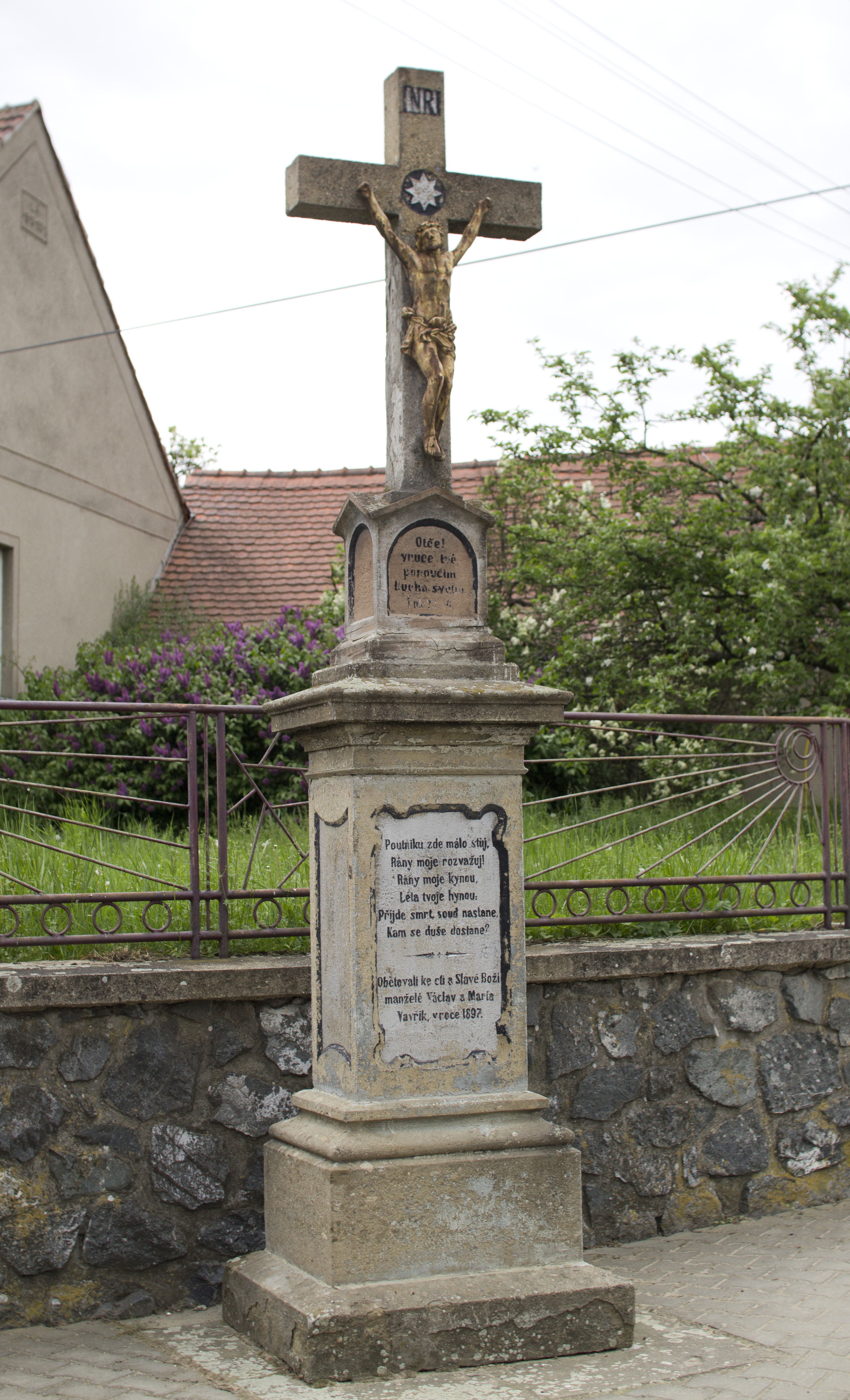
Kříž u silnice